# 米克薩薩鄉

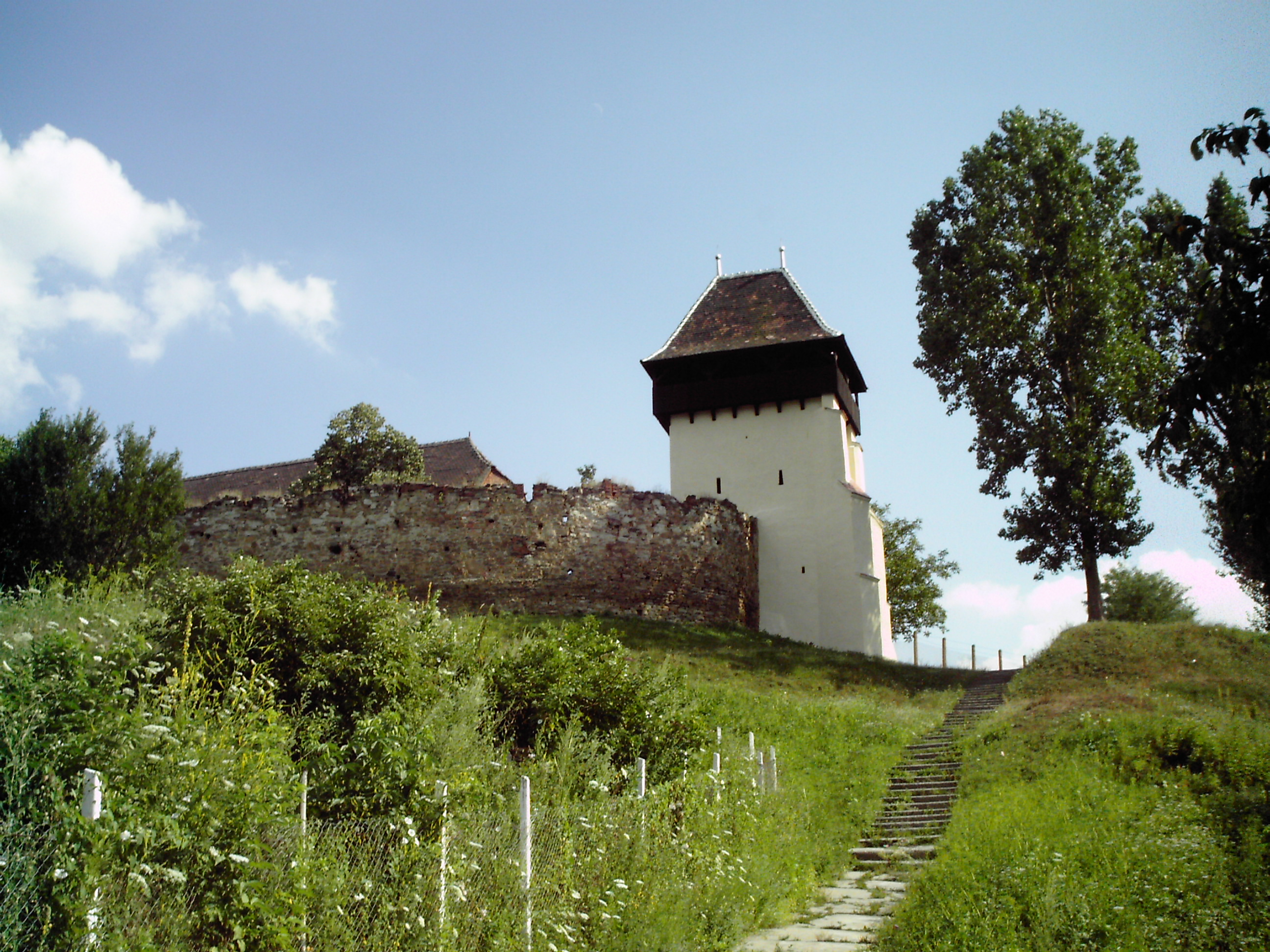
位於米克薩薩鄉的薩克森堡壘教堂

米克薩薩鄉（羅馬尼亞語：Comuna Micăsasa, Sibiu），是羅馬尼亞的鄉份，位於該國中部，由錫比烏縣負責管轄，面積71平方公里，海拔高度363米，2007年人口2,270，人口密度每平方公里32人。